# ائبیسفلده
اوبیسفلده (به آلمانی: Oebisfelde) یک منطقهٔ مسکونی در آلمان است که در ائبیسفلده-وفرلینگن واقع شده‌است. اوبیسفلده ۴٬۶۶۱ نفر جمعیت دارد.